# ISS-Expedition 1
ISS-Expedition 1 ist die Missionsbezeichnung für die erste Langzeitbesatzung der Internationalen Raumstation (ISS). Die Mannschaft lebte und arbeitete vom 2. November 2000 bis zum 18. März 2001 an Bord der ISS. Ihre Hauptaufgabe war die Aktivierung der wichtigsten Systeme der Raumstation. Außerdem wurden neue Apparaturen eingebaut, Fehler beseitigt und erste wissenschaftliche Arbeiten ausgeführt.

## Mannschaft
- William McMichael Shepherd (4. Raumflug), ISS-Kommandant (NASA/USA)
- Juri Pawlowitsch Gidsenko (2. Raumflug), Sojus-Kommandant (Roskosmos/Russland)
- Sergei Konstantinowitsch Krikaljow (5. Raumflug), Bordingenieur (Roskosmos/Russland)

### Ersatzmannschaft
die Besatzung der ISS-Expedition 3:
- Frank Lee Culbertson, ISS-Kommandant
- Wladimir Nikolajewitsch Deschurow, Sojus-Kommandant
- Michail Wladislawowitsch Tjurin, Bordingenieur

## Missionsbeschreibung
Nach dem planmäßig verlaufenen Start koppelte das Sojus-Raumschiff mit der ersten Dauerbesatzung am 2. November an die Internationale Raumstation (ISS). Die ersten Arbeiten betrafen die Aktivierung lebenswichtiger Systeme, so der Wasseraufbereitung, eines Kohlendioxidabsorbers (Vosduch), der Küche und der Toilette. Außerdem wurden Computer für ein US-Kommunikationssystem und die zentrale Steuerung des Swesda-Moduls installiert.
In den folgenden Wochen wurden vor allem weitere Systeme der Station aktiviert und getestet, auftretende, kleinere Fehlerquellen lokalisiert und beseitigt sowie neue Hardware in Empfang genommen und eingebaut. Erste wissenschaftliche Arbeiten betrafen das Wachstum von Proteinkristallen, Experimente amerikanischer Schulkinder mit Pflanzen und einer elektronischen Kamera (EarthKAM), Erdbeobachtung, Materialtests, medizinische Untersuchungen sowie Messungen der Luftqualität und Geräuschentwicklung in verschiedenen Bereichen der Station. Zusätzlich installiert wurden der Elektron-Sauerstoffgenerator, ein Computernetzwerk, ein Amateurfunksystem im Sarja-Modul (ARISS-Projekt), Datenleitungen zum unteren Kopplungsaggregat des Swesda-Moduls (Swesda-Nadir) sowie eine Handsteuerung und ein Monitor für das TORU-System (Telerobotically Operated Rendezvous Unit), mit dem unbemannte Transportraumschiffe von der Station aus gesteuert werden können, wenn das automatische System fehlerhaft arbeitet. Ein erster Test dieses Systems verlief erfolgreich.
Gebraucht wurde TORU zum ersten Mal bei der Ankunft von Progress M1-4 am 18. November aufgrund eines Softwarefehlers. Das unbemannte Transportraumschiff legte am Nadir-Port von Sarja an und brachte zwei Tonnen Bekleidung, Versorgungsgüter, Sauerstoff, Computerhardware sowie einige Geschenke der Familien der drei Raumfahrer. Mit dem Entladen und Inventarisieren der Fracht waren Shepherd, Gidsenko und Krikaljow mehrere Tage beschäftigt. Mitgekommen war auch eine neue Luftreinigungsanlage, die ein gleichartiges defektes Gerät in der Station ersetzte.
Um für die Raumfähre Endeavour Platz zu machen, wurde Progress M1-4 am 1. Dezember abgekoppelt und in einen Parkorbit, etwa 2.300 Kilometer von der Station entfernt, gebracht. Das erneute Andocken erfolgte am 26. Dezember. Dabei kam eine neue Software zum Einsatz, die zuvor in den Computer des Raumschiffes überspielt worden war. Endgültig abgekoppelt wurde Progress M1-4 am 8. Februar, unmittelbar vor der Ankunft der Raumfähre Atlantis.
Zwei Tage nach ihrem Start am 1. Dezember dockte die amerikanische Raumfähre Endeavour an die Station. Während außenbords von den STS-97-Astronauten Carlos Noriega und Joe Tanner das Energiemodul P6 montiert und angeschlossen wurde, verlegten die Männer der Stammcrew Kabel im Inneren der Station, so dass der Strom aus den neuen Solarzellen genutzt werden konnte. Außerdem wurden Forschungsmaterialien und Abfall in die Raumfähre transportiert, während man Versorgungsgüter in Empfang nahm. Bei einem gemeinsamen Experiment beider Besatzungen kamen autonome Messkapseln zum Einsatz, die ihre Werte zur Stabilität der Station drahtlos an einen Computer übermittelten.
Auch im Weltraum wurde das Weihnachtsfest gefeiert. Als Festessen gab es hydrierten Truthahn. Außerdem wurden längere Videokonferenzen mit Familienangehörigen geführt. Nach dem erneuten Andocken des Frachters Progress M1-4 wurde dessen Annäherungssteuerung zur späteren Analyse auf der Erde ausgebaut. Das Frachtraumschiff diente der Stammbesatzung danach vor allem als Müllcontainer. Seine Triebwerke konnten aber auch für Bahnkorrekturen eingesetzt werden.
In der Folgezeit wurden vor allem biomedizinische Experimente durchgeführt. Dabei wurde u. a. die Herzaktivität bei sportlicher Belastung (Experiment Cardio-ODTN) gemessen. Außerdem wurde der Unterdruckanzug Tschibis eingesetzt. Mit ihm wird die untere Körperhälfte einem Unterdruck (von 10 bis 60 mm Quecksilbersäule) ausgesetzt. Dadurch wird mehr Blut in die unteren Körperbereiche gepumpt. Dies bedeutet für den Blutkreislauf eine gewisse Entlastung. Weitere medizinische Untersuchungen betrafen die Menge und Verteilung des Blutes im menschlichen Organismus (Experiment Sprut MBI). Dabei sind vor allem Veränderungen im Verhältnis zwischen zellularem und im Kreislauf befindlichem Blut interessant. Beim Experiment Parodont wurde der Mundraum näher erforscht. Unter anderem wurden die Konzentration von Immunglobulin, das Mengenverhältnis von Krankheitserregern und Antikörpern sowie die einzelnen Bestandteile der Mikroflora in der Mundhöhle bestimmt. Dazu wurden Speichelproben und Zahnabstriche genommen und eingefroren. Die Experimente Prognos und Bradoz dienten der Entwicklung einer Echtzeitvorhersagemethode und der genaueren Bestimmung der tatsächlichen Strahlenbelastung der Besatzung. Dazu kamen neben bewährten Dosimetern auch neuartige Systeme zum Einsatz, die Thermolumineszenz, Halbleitermaterialien und Samen höherer Pflanzen als Detektoren verwenden. Neben der Strahlendosis können so auch die direkten biologischen und genetischen Auswirkungen festgestellt werden. Uragan beschäftigte sich mit der Erprobung boden- und weltraumgestützter Systeme zur Vorhersage natürlicher oder vom Menschen verursachter Katastrophen auf der Erde. Auch beim Experiment Crew Earth Observation (CEO) ging es um die Beobachtung und Dokumentation besonderer Formationen auf der Erde. Dazu zählten unter anderem große Flussdeltas in Süd- und Ostasien, Korallenriffe, Überflutungsgebiete, Gletscher, Einschlagkrater, Erdfalten und ökologisch sensitive Flächen sowie Wetterphänomene wie El Niño. Bei Identifikatsija ging es um die strukturellen Belastungen der Station bei Kopplungsmanövern, Kurskorrekturen, sportlichen Aktivitäten der Besatzungsmitglieder sowie Außenbordarbeiten. Dazu wurden Beschleunigungswerte in unterschiedlichen Teilen der Station mit linear-optischen und konventionellen Systemen gemessen. Im Mittelpunkt des Experimentes Tensor stand die Erprobung neuer Techniken, die Bewegungscharakteristik der ISS genauer bestimmen zu können, im Mittelpunkt. Dazu gehörten die Bestimmung der Trägheitsmomente, der Luftwiderstand der wachsenden Station und die genaue Bestimmung ihres Schwerpunktes. Die Qualität der Mikrogravitation an Bord wurde beim Experiment IZGIB untersucht, während sich Priviazka mit Formveränderungen der Station befasste. Bei Iskaschenije waren magnetische Interferenzen und ihre möglichen Auswirkungen auf die Durchführung von Experimenten sowie die Orientierung am Erdmagnetfeld Untersuchungsgegenstand.
Der normale Alltag der Stammbesatzung während der Mission sah im Allgemeinen etwa folgendermaßen aus: Nach dem Aufstehen um 5 Uhr (Weltzeit) nahmen sich die drei Raumfahrer Zeit für Morgentoilette, Frühstück und individuelle Information, meist per E-Mail. Außerdem ging man gemeinsam noch einmal den Tagesplan durch. Von 8 bis 16 Uhr, oft auch länger, wurde gearbeitet, unterbrochen von einer Mittagspause. Dann wurden die Aktivitäten des nächsten Tages besprochen. Außerdem waren täglich zwei Stunden Sport Pflicht. Dazu befinden sich ein Fahrradergometer und ein Laufband an Bord der Station. Mit diesen Geräten traten allerdings massive Probleme auf. Die Wochenenden waren im Wesentlichen frei und dienten der Entspannung. Ausnahmen gab es dabei allerdings, wenn Arbeiten am Lebenserhaltungssystem vorgenommen werden mussten sowie wenn ein Transporter oder ein Shuttle angedockt war.
Im Januar wurden neben Wartungs- und Reparaturarbeiten an einem Batterieladegerät vor allem letzte Vorbereitungen für die Erweiterung der Station um das amerikanische Forschungslabor Destiny getroffen. Als sich dessen Start verzögerte, beschäftigte man sich ausgiebiger mit der Inventarisierung der bereits vorhandenen Geräte, Ausrüstungen und Vorräte. In einer Computerdatenbank sind alle Artikel mit ihrer Anzahl und dem Lagerungsort aufgelistet. Zusätzlich wurden Havarieübungen durchgeführt. Das bisher noch eingeschränkte wissenschaftliche Programm sah biomedizinische und technologische Experimente vor. Dazu gehörten unter anderem Vibrationsmessungen mit dem ursprünglich für den Space Shuttle entwickelten Messkomplex MACE (Middeck Active Control Experiment) sowie die Dokumentation von überwiegend natürlichen Phänomenen auf der Erde. Im Logbuch von William Shepherd wurden vor allem in den ersten Wochen wiederholt Hard- und Softwareprobleme mit den Computern vermerkt. Zur Lösung dieser Probleme wurde ein nicht unerheblicher Teil der Arbeitszeit aufgewandt. Der zentrale Server im Swesda-Modul arbeitet mit dem Betriebssystem Windows NT.
Nach der Montage des amerikanischen Labormoduls durch die STS-98-Mannschaft am 11. Februar 2001 aktivierte die Stammbesatzung gemeinsam mit der Crew des Shuttles Atlantis dessen Systeme. Dazu gehörten Luftventilation und -kühlung, die Steuerungen für interne Kommunikation, Lageregelung, Lebenserhaltung, Umweltdaten, Befehls- und Datenverarbeitung sowie die Energieversorgung. Zusätzlich installiert wurde ein Rack mit einem Luftaufbereitungssystem. Der Kohlendioxidabsorber konnte allerdings zunächst nicht in Betrieb genommen werden, da eine Pumpe defekt war. Aktiviert wurden aber die Bordcomputer, das Feuermelde- und Alarmsystem und die Lageregelungskreisel im Gitterelement Z1, deren Steuerung von Computern im Modul Destiny übernommen wird. Der aktuelle Zustand des Labors wurde mit einer IMAX-Kamera dokumentiert.
Am 24. Februar unterbrach die Crew ihre Arbeiten im Labormodul und bestieg ihr Raumschiff. Der Kopplungsstutzen am hinteren Ende des Swesda-Moduls musste für die Ankunft des unbemannten Transportschiffes Progress M-44 frei gemacht werden. Deshalb koppelte Pilot Gidsenko das Sojus-Raumschiff ab, entfernte sich bis auf etwa 150 m von der Station, umflog diese teilweise und näherte sich von unten dem vorderen Teil des Moduls Sarja. Nach 31 Minuten Flugzeit koppelte Sojus TM-31 erneut an die ISS. Für den Fall, dass die Kopplung misslingen würde, waren vorher viele Systeme der Station deaktiviert worden. Diese wurden anschließend wieder hochgefahren. Am 26. Februar startete Progress M-44 in Baikonur und dockte 2 Tage später an die Station. Das Transportschiff brachte Treibstoff, Ersatzteile, Bekleidung, Nahrung, Computer, Büromaterial und das erste ESA-Experiment PKE (Plasmakristall-Experiment). Bis zur Ankunft des Space Shuttles Discovery waren die Raumfahrer mit dem Entladen des Transporters und den Vorbereitungen für die Rückkehr auf die Erde beschäftigt.
Als die Discovery am 10. März an die ISS andockte, begannen die unmittelbaren Vorbereitungen für die Heimkehr der drei Raumfahrer. Dazu gehörten vor allem Übergabeformalitäten, medizinische Tests und ein verstärktes körperliches Training. Auf einer gemeinsamen Pressekonferenz fasste der Kommandant der ersten ISS-Crew die Mission mit den folgenden Worten zusammen:

„Wir bezogen einen unbewohnten Außenposten und besitzen jetzt eine voll funktionsfähige Station, in der die nächste Besatzung Forschung betreiben kann. Ich glaube, dies ist die Substanz unserer Mission.“

Der mit dem Space Shuttle angekommene Kosmonaut Juri Ussatschow übernahm am 19. März das ISS-Kommando. Zwei Stunden später dockte die Raumfähre mit Shepherd, Gidsenko und Krikaljow ab. Nach einer insgesamt erfolgreichen Mission kehrten sie am 21. März 2001 zur Erde zurück.